# Мінерва (Огайо)
Мінерва (англ. Minerva) — селище (англ. village) в США, в округах Старк, Керролл і Коламбіана штату Огайо. Населення — 3684 особи (2020).

## Географія
Мінерва розташована за координатами 40°43′50″ пн. ш. 81°6′8″ зх. д. / 40.73056° пн. ш. 81.10222° зх. д. (40.730674, -81.102224).  За даними Бюро перепису населення США в 2010 році селище мало площу 5,78 км², уся площа — суходіл.

## Демографія
Згідно з переписом 2010 року, у селищі мешкало 3720 осіб у 1580 домогосподарствах у складі 1009 родин. Густота населення становила 644 особи/км².  Було 1762 помешкання (305/км²).
Расовий склад населення:
| - 97,7 % — білих - 0,3 % — чорних або афроамериканців - 0,3 % — азіатів - 0,1 % — корінних американців |

До двох чи більше рас належало 1,3 %. Частка іспаномовних становила 0,7 % від усіх жителів.
За віковим діапазоном населення розподілялося таким чином: 23,6 % — особи молодші 18 років, 56,5 % — особи у віці 18—64 років, 19,9 % — особи у віці 65 років та старші. Медіана віку мешканця становила 41,2 року. На 100 осіб жіночої статі у селищі припадало 90,1 чоловіків;  на 100 жінок у віці від 18 років та старших — 87,4 чоловіків також старших 18 років.
Середній дохід на одне домашнє господарство  становив 50 331 долар США (медіана — 43 049), а середній дохід на одну сім'ю — 66 136 доларів (медіана — 61 653). Медіана доходів становила 50 131 долар для чоловіків та 29 236 доларів для жінок. За межею бідності перебувало 11,4 % осіб, у тому числі 18,7 % дітей у віці до 18 років та 13,9 % осіб у віці 65 років та старших.
Цивільне працевлаштоване населення становило 1604 особи. Основні галузі зайнятості: виробництво — 25,9 %, освіта, охорона здоров'я та соціальна допомога — 15,2 %, роздрібна торгівля — 13,7 %.